# Močvarni krokodil
Močvarni krokodil je gmaz iz reda krokodila. Ovaj krokodil prisutan je u Pakistanu, Indiji, Iranu, Nepalu i Šri Lanci. Možda je izumro u Bangladešu. Stanište su mu slatkovodna područja, kao što su rijeke, jezera i močvare. Jedan je od tri krokodila koji žive u Indiji, drugi su gavijal i morski krokodil.

## Opis
Mužjaci su veći od ženki. U prosjeku, ženke su duge 2,45 metara, a mužjaci 3 metra. Najveća dosad zabilježena duljina je 3,6 metara. Stariji, zreliji mužjaci su dosta dulji, pa mogu dosegnuti 4-5 metara, a najveći izmjeren bio je dug 5,12 metara. Težina ovog krokodila je oko 450 kilograma. Kod mladunaca, boja kože općenito je preplanulo svjetla, s crnim prugama po tijelo i repu, a odrasli su sive do smeđe boje s tamnim prugama. Ima najširu njušku od svih članova roda Crocodylus.

## Ishrana
Veliki je mesožderni gmaz, stoga jede ribe, druge gmazove i manje sisavce, kao što su majmuni i vjeverice. Ustvari, većina kralježnjaka koji budu u blizini močvarnog krokodila, njegov su potencijalni plijen. Odrasle jedinke često mogu kao plijen odabrati velike sisavce, kao što su jeleni, uključujući sambara koji je težak 225 kilograma, te azijskog vodenog bivola koji je težak 450 kilograma. Ovaj krokodil općenito se smatra opasnim za ljude, ali nije toliko ozloglašen kao morski krokodil.

## Razmnožavanje
Mužjaci mlate svojim repovima i podižu njuške, pa tako stječu dominaciju prije udvaranja i parenja. Kao gnijezda služe rupe iskopane u razdoblju od prosinca do veljače. Lokacija gnijezda varira (ponekad se čak i nalaze na netipičnim mjestima, kao što su jazbine. Ženka obično polaže 25-30 jaja. Međutim, primjerci u zatočeništvu su se parili dva puta godišnje, ali rituali kod razmnožavanja još nisu promatrani u prirodi. Jaja se izlegnu nakon relativno kratkog razdoblja, 55-75 dana, a mladi krokodili dugi su oko 30 centimetara. Spol mladunaca određuje temperatura tijekom inkubacije. Na 32,5 °C nastaje mužjak, a ako je temperatura viša ili niža, nastaje ženka.